# Даин II Железностоп
Даин II Железностоп (англ. Dain Ironfoot; варианты перевода — Железная Пята, Железный Сапог) — персонаж книг «Хоббит» и «Властелин Колец» в легендариуме Дж. Р. Р. Толкина, гном, правитель Железных холмов, впоследствии — король возрожденного Подгорного королевства Эребора.

## Биография и роль Даина в событиях «Хоббита»
Даин происходил из древнейшего гномьего рода Средиземья — Длиннобородых — и являлся сыном Наина и внуком Грора. Знаменитому Торину Дубощиту он приходился троюродным братом. Родился в 2767 году Т. Э. в Железных холмах.
В юности Даин принял деятельное участие в знаменитой Морийской войне гномов и орков (2793—2799 годы Т. Э.), сражаясь в долине Нандухирион (Азанулбизар). В этой битве он сразил Азога, короля гоблинов Мории, отомстив за гибель своего отца Наина и за брата своего деда, короля Трора, девятью годами ранее убитого и расчленённого после смерти морийскими орками.
Наследовал отцу и правил в Железных Холмах до 2941 года Т. Э. После гибели Смауга от руки Барда Лучника Даин с отрядом из 500 гномов пришёл к Эребору на помощь Торину Дубощиту и принял участие в Битве Пяти Воинств. В сражении погибли Торин и оба его племянника — Фили и Кили, поэтому Даин, как ближайший наследник дома Трора, стал законным правителем возрождённой Одинокой Горы — Королём-под-горой.

## Участие Даина в Войне Кольца
В 2989 году Т.Э. Даин был вынужден отпустить отряд родственника Торина Дубощита Балина в Морию, хотя сам был определённо против этой экспедиции, поскольку еще в 2799 году после победы при Азанулбизаре, стоя у Восточных Врат Казад-Дума, почувствовал Проклятие Дурина в тени за Вратами и осознал, что гномам с таким врагом никогда не справиться.
Около 3017 года Т.Э. в Эребор неоднократно являлись посланники Саурона и просили, а затем и требовали от него информацию о хоббитах и, в частности, о Бильбо Бэггинсе. Однако гордый  и престарелый король гномов отказался с ними сотрудничать и отправил Глоина и его сына Гимли в Ривенделл предупредить Бильбо и посоветоваться с Элрондом. Одновременно с аналогичными целями послы Мордора наведались в Дейл, столицу Королевства Бардингов, причем Глоин, сообщая об этом Элронду, выразил опасение, что, боясь вторжения мордорцев с юга и востока, Бранд, потомок Барда Лучника, может признать владычество Саурона. Но король Бранд отказался выполнить требования владыки Мордора и во время вторжения вастаков армия гномов Эребора и людей билась с ними в битве при Дейле и в обороне Эребора.
В марте 3019 года, защищая тело убитого истерлингами короля Дейла Бранда, сам погиб в битве у ворот Одинокой Горы.

## Характеристика
По мнению профессора Томаса Шиппи, Даин «воплощает собой ... квинтэссенцию несгибаемого, честного, исполненного горечи и в целом какого–то злосчастного гномьего характера».

## Образ Даина в адаптациях
В кинотрилогии «Хоббит» его роль исполнил шотландский актёр Билли Коннолли. В фильме Даин едет верхом на хряке и вооружен большим молотом.